# Коксу (Шардаринский район)
Коксу (каз. Көксу) — село в Шардаринском районе Туркестанской области Казахстана. Административный центр Коксуского сельского округа.

## География
Находится примерно в 25 км к северу от районного центра, города Шардара. Код КАТО — 516439100.

## История
Населённый пункт стоит на месте поселения V—XII вв., известного как городище Коксутобе. 
Село основано в 1940 году как центр каракулеводческого хозяйства «Шардара». На его основе в 1997 году созданы мелкие частные хозяйства.
В 1998 году в состав села было включено село Сырдарьинское (быв. 50 лет Октября).

## Население
В 1999 году население села составляло 5618 человек (2931 мужчина и 2687 женщин). По данным переписи 2009 года, в селе проживало 6125 человек (3162 мужчины и 2963 женщины).